# Борловениј Веки (Караш-Северин)
Борловениј Веки (рум. Borlovenii Vechi) насеље је у Румунији у округу Караш-Северин у општини Пригор. Oпштина се налази на надморској висини од 306 m.

## Историја
По "Румунској енциклопедији" насеље се први пут помиње 1690-1700. године. Године 1829. прешло је 48 породица у три километра удаљен локалитет, који ће бити назван Нови Борловени.
Аустријски царски ревизор Ерлер је 1774. године констатовао да место "Бурловен" припада Алмажком округу, Оршовског дистрикта. Село има милитарски статус а становништво је претежно влашко.

## Становништво
Према подацима из 2002. године у насељу је живело 560 становника.

### Попис2002.
| Расподела становништва по националности 2002.‍ | Расподела становништва по националности 2002.‍ | Расподела становништва по националности 2002.‍ | Расподела становништва по националности 2002.‍ | Расподела становништва по националности 2002.‍ |
| --------------------------------------------- | --------------------------------------------- | --------------------------------------------- | --------------------------------------------- | --------------------------------------------- |
|                                               |                                               |                                               |                                               |                                               |
| Румуни                                        | Румуни                                        |                                               | 548                                           | 98,0%                                         |
| Роми                                          | Роми                                          |                                               | 11                                            | 2,0%                                          |